# Lepidiota rugosipennis
Lepidiota rugosipennis är en skalbaggsart som beskrevs av Blanchard 1851. Lepidiota rugosipennis ingår i släktet Lepidiota och familjen Melolonthidae. Inga underarter finns listade i Catalogue of Life.